# ラトゥナプラ国立博物館
ラトゥナプラ国立博物館（ラトゥナプラこくりつはくぶつかん、英: National Museum of Ratnapura）はスリランカのサバラガムワ州ラトゥナプラにある国立博物館。
宝石の町であるラトゥナプラの博物館のため、多くの宝石やアクセサリーが展示されている。また、宝石発掘の際に一緒に発掘された先史時代の遺物や、化石なども一緒に展示されている。